# Фременвиль
Фременвиль (фр. Frémainville) — муниципалитет во Франции, в регионе Иль-де-Франс, департамент Валь-д'Уаз. Население — 477 человек (1999).
Муниципалитет расположен на расстоянии около 45 км северо-западнее Парижа, 15 км западнее Сержи.

## Демография
Динамика населения (Cassini и INSEE):